# Каутский, Карл
Карл Иога́нн Ка́утский (нем. Karl Kautsky; 16 октября 1854[…], Прага, Земли Чешской короны[…] — 17 октября 1938[…], Амстердам[…]) — немецкий экономист, историк, публицист и социал-демократический политик. Теоретик марксизма, редактор четвёртого тома «Капитала» К. Маркса. Муж Луизы Роншпергер, отец Бенедикта Каутского.

## Биография
Родом из пражской театральной семьи: отец Ян Вацлав Каутский (чех по происхождению) был театральным художником, а мать — австрийка Минна Яйх — писательницей и актрисой. В 1863 г. семья переехала в Вену. Учился в престижной гимназии Мелька и Венской академической гимназии. С 1874 по 1879 год учился в Венском университете, где изучал историю, философию, экономические и юридические науки.
Во время франко-прусской войны 1870—1871 годов первоначально выступал в поддержку Франции против Пруссии, однако с началом восстания Парижской коммуны его симпатии сместились в сторону коммунаров. На формирование его взглядов также повлияла активная переписка и личное общение с многими видными интеллектуалами его времени, в том числе Ч. Дарвином, Э. Геккелем, Дж. С. Миллем и М. Бухнером (нем. Max Buchner).
В 1875 году вступил в ряды Социал-демократической рабочей партии Австрии; первоначально был близок лассальянству.
В 1880 году переехал в Цюрих, где познакомился с Э. Бернштейном, стал сотрудничать в периодических изданиях и приступил к изучению трудов Маркса и Энгельса; его личное знакомство с ними состоялось в 1881 в Лондоне, где Каутский провёл несколько месяцев. Вскоре Каутский стал редактором первого теоретического журнала рабочей партии «Die Neue Zeit», первый номер которого вышел в январе 1883 года. На посту главного редактора «Die Neue Zeit», который в то время был основным марксистским журналом в мире (с 1901 года журнал стал официальным теоретическим органом СДПГ), Каутский оставался в течение 35 лет, до 1917 года.
В 1885 году переехал в Лондон, где тесно сотрудничал с Ф. Энгельсом. После отмены Исключительного закона против социалистов в 1890 году вернулся в Германию: до 1897 году проживал в Штутгарте, а затем в Берлине.
Подписал петицию Магнуса Хиршфельда в поддержку отмены Параграфа 175, по которому осуществлялось преследование гомосексуалов.

### Ранние теоретические работы
В 1875 году Каутский опубликовал первую свою крупную работу «Дарвин и социализм» (в лейпцигском «Volksstaat»), в 1880 году издал серьёзный труд по вопросу о населении: «Влияние роста населения на прогресс общества» (нем. «Der Einfluss der Volksvermehrung auf den Fortschritt der Gesellschaft»). Каутский признает теорию Мальтуса в основе верной. Хотя колебания заработной платы независимы от движения населения, и, следовательно, при существовании капиталистического строя применение практических советов Мальтуса нисколько не улучшит положения рабочих, тем не менее, Мальтус прав, утверждая, что повышение благосостояния усиливает размножение; поэтому переход к более совершенному способу производства может только отсрочить перенаселение.
Самодействующего регулятора, устанавливающего соответствие между населением и средствами существования, нет, и поэтому искусственное предупреждение рождений (нем. präventiver Verkehr) безусловно необходимо для того, чтобы и в социалистическом обществе перенаселение не создало очень быстро всеобщей нищеты. В техническую (медицинскую) сторону вопроса Каутский не вдаётся.
Позднее Каутский отказался от мальтузианства, хотя по-прежнему не разделял оптимизма большинства социалистов, верующих в постоянную гармонию между населением и средствами существования. Каутский полагал, что опасность перенаселения, могущая грозить социалистическому обществу, не так велика и не так близка, как он думал раньше; это доказывается фактом необычайного расширения за последнее время пищевой площади. Искать уже теперь специфический закон населения, который будет действовать в социалистическом обществе, — такой же утопизм, как утопичны вообще все попытки наперёд определить учреждения и законы так называемого будущего общества. Редактируемый Каутским журнал «Die Neue Zeit» (сперва ежемесячный, затем еженедельный) признаётся весьма солидным и интересным изданием; задача его — разработка и научное освещение вопросов общественной жизни и история в духе марксизма.
Такой же характер носит и литературная деятельность Каутского. Ему принадлежит, кроме журнальных статей, ряд исторических и социологических работ в духе историко-экономического материализма, талантливо написанных и основанных на серьёзном изучении: «Thomas More und seine Utopie» («Томас Мор и его утопия», Штутгарт, 1888); «Die Klassengegensätze von 1789» (Штутгарт, 1889); в 1-м томе «Geschichte des Sozialismus und der Arbeiterbewegung in Einzeldarstellungen» (Штутгарт, 1894), изд. под редакцией Каутского и Бернштейна, — история социализма от Платона до Томаса Мора; «К. Marx oekonomische Lehren gemeinverständlich dargestellt u. erläutert» (начало переведено на русский язык в сборнике «Помощь самообразованию»).
Каутский участвовал в выработке Эрфуртской программы (1891) социал-демократической партии и написал её теоретическую часть и обстоятельный комментарий к программе («Das Erfurter Programm in seinem grundsätzlichen Teile erläutert», Шт., 1892). Характерны рассуждения Каутского о борьбе двоякого рода тенденций в капиталистическом обществе: принижающих пролетариат и поднимающих его. Не первые приведут к торжеству более справедливого экономического порядка, а наоборот, последние. Социальные реформы, правда, не в силах устранить противоречия капиталистического строя, но это не значит, что реформы не нужны. Безусловно Каутский отвергает реформы, направленные на восстановление прежних, докапиталистических экономических отношений. Поддержание ремесленников и крестьян как производителей невозможно на почве существующего экономического порядка, но облегчение их положения как потребителей — важная задача социал-демократии. Совершенно оригинальный взгляд высказал Каутский на значение картелей и их отношение к кризисам. Оценивая все явления, в том числе и политические, с точки зрения интересов и исторической задачи промышленного пролетариата, Каутский выступил защитником парламентаризма в книге «Der Parlamentarismus, die Volksgesetzgebung u. die Sozialdemokratie» (Шт., 1893). Замену парламента прямым народным голосованием по проекту Риттингсгаузена Каутский признает невозможной даже как корректив к парламентарному строю, народное голосование (в форме референдума и инициативы) желательно только при известных условиях, как то: 1) отсутствии противоположности между городом и деревней или численном преобладании городского населения над сельским, 2) развитой политической и, в частности, партийной жизни и 3) отсутствии чрезмерно централизованной, независимой от народного представительства государственной власти. В государствах с мнимым конституционализмом (например в Германии) пролетариат, по мнению Каутского, должен поддерживать парламент, а не ослаблять его, не раздроблять нацию на отдельные голосующие общины, с которыми гораздо легче сладить, чем с национальным представительством.
Кроме названных выше, Каутскому принадлежат брошюры и статьи: «Irland» (Шт., 1880; русский перевод в «Русском богатстве» за 1893 г.), «Internationale Arbeitergesetzgebung» (Шт., 1880), «Die ueberseeische Lebensmittelkonkurrenz» (Шт., 1881), «Der Arbeiterschutz u. der Achtstundentag» (Шт., 1890), «Tschernyschewsky u. Malthus» («Чернышевский и Мальтус», в «Jahrbuch f. Sozialwissenschaft», Цюрих, 1881), биография Энгельса в «Pionier, Volks Kalender» (Нью-Йорк, 1892) и многие другие. На русском языке некоторые исторические и социологические этюды Каутского («Классовые противоречия, 1789», «Общественные инстинкты у человека и животных» и другие) были напечатаны в «Северном вестнике» и «Мире Божием».
Как вспоминал Лев Троцкий: «мы читали книгу Бернштейна и ответ Каутского в московской тюрьме и затем в ссылке. Никто из марксистов в нашей среде не поднимал голоса за Бернштейна. Считалось как бы само собой разумеющимся, что Каутский прав».

### Ортодоксальный марксизм
Когда в германской социал-демократии появились так называемые бернштейнианцы, Каутский явился главным теоретиком так называемого ортодоксального марксизма, или социал-демократизма. Редактируемый им журнал «Die Neue Zeit», основанный как орган социал-демократии без различия оттенков в мнениях и допускавший поэтому на своих страницах полемику в очень широких размерах, постепенно принимал характер все более и более определенно ортодоксальный; Бернштейн из него вышел в 1899 году, затем в нём перестали писать Вольфганг Гейне, Макс Шиппель и большинство других бернштейнианцев или ревизионистов, основавших свой орган «Sozialistische Monatshefte». На всех социал-демократических партийных съездах Каутский выступал одним из главных ораторов ортодоксального социал-демократизма. Специально против Бернштейна написана им книга: «Bernstein und das sozial-demokratische Programm» (Штутгарт, 1899; русск. пер.: «К критике теории и практики марксизма. Анти-Бернштейн. Метод. Программа. Техника», СПб., 1905). Против новых, ревизионных решений аграрного вопроса Каутским написана книга «Аграрный вопрос» («Die Agrarfrage») (русск. пер. под ред. Протопопова, СПб., 1900; отрицательную оценку этой книги представляет статья С. Н. Булгакова в журнале «Начало», 1899 г., № 1 и 2). С 1894 года под редакцией Каутского выходит широко задуманный труд: «Geschichte des Sozialismus in Einzeldarstellungen» («Предшественники новейшего социализма»), в котором принимают участие немецкие и иностранные ученые. Появились пока два тома, в которых первая часть: «Die Vorläufer des neueren Sozialismus» целиком принадлежит перу Каутского.

### Политическая карьера
В 1914 году Каутский, не будучи депутатом рейхстага, но как известный общественный деятель, выступил в поддержку притязаний кайзера на «оборонительный для Германии» характер войны. Ранее, 15 лет назад, он выступал против инициативы России по мирному процессу в Европе и проведения Гаагских конференций: он обрушился на Россию с упреками в популизме и в том, что она использует мирные инициативы для прикрытия агрессивной политики в статье «Демократическое и реакционное разоружение» в марксистском журнале Второго Интернационала «Die Neue Zeit».  
Однако через год войны, с июня 1915 г., он вместе с Э. Бернштейном и Г. Гаазе начинает выступать с антивоенных позиций.
В 1917 году вместе со своими сторонниками, представлявшими левоцентристское и левое крыло СДПГ, откололся от неё и основал НСДПГ. Участвовал в первом революционном правительстве Германии как заместитель статс-секретаря министерства иностранных дел, отвечал за поиск документов, доказывавших агрессивный характер войны со стороны Германии.
Начиная с 1919 года его политическое влияние угасает. Осенью 1920 года Каутский три месяца пробыл в Грузии и по возвращении опубликовал брошюру «Грузия. Социал-демократическая крестьянская республика. Впечатления и наблюдения». В этой брошюре он попытался представить действия грузинских социал-демократов как выражение политического господства пролетариата «на основе демократии и без какого-либо терроризма».
В 1920 году вместе с группой сторонников (правое крыло НСДПГ) вышел из партии и вернулся в СДПГ. В своих публикациях начинает полемизировать с большевиками, считая их практику несовместимой с идеалами демократии и социализма, за что Ленин характеризует его как «ренегата». Выпускает книгу «Кризис большевизма», где критикует большевистскую партию как организацию заговорщиков, выступает в поддержку легальных парламентских реформ. На его «Терроризм и коммунизм» Лев Троцкий ответил одноименным произведением, за которым от Каутского последовала работа «От демократии к государственному рабству. (Ответ Троцкому)».
Тем не менее, антисионистские работы Каутского остались влиятельными в СССР и стали основой теоретико-идеологической основой враждебности к сионизму как к националистическому движению.

Дальнейшая критика большевизма дана в работе Каутского «Марксизм и большевизм: демократия и диктатура» (1934 год), где он, в частности, писал: 
Большевики, ведомые Лениным, установили полный контроль над солдатскими массами в Петрограде, а затем и в Москве, положив т. о. основание пролетарской диктатуре на месте старой диктатуры царской.
В 1924 году переехал в Вену, но продолжал участвовать в германской социал-демократии, например в разработке Гейдельбергской программы СДПГ в 1925 году. В марте 1938 года после аншлюса Австрии нацистской Германией бежал в Чехословакию, а оттуда на самолёте в Нидерланды, где вскоре умер.

## Семья
Первая жена, австрийская социалистка Луиза (1860—1950), урождённая Штрассер, была замужем за К. Каутским в 1883—1889 годах. В браке детей не было. С 1890 года работала секретарём Ф. Энгельса в Лондоне, в 1891 и 1893 годах являлась делегатом международных социалистических рабочих конгрессов, входила в редакцию «Arbeiterinnen-Zeitung». В 1893 году Ф. Энгельс завещал ей всё своё движимое имущество. До 1895 года вышла замуж за австрийского эмигранта врача Людвига Фрейбергера.
Вторая жена Каутского, Луиза (1864—1944), урождённая Роншпергер, была по происхождению еврейкой. Являлась близкой подругой Розы Люксембург. В 1938 году она бежала вместе с мужем из Германии в Чехию, а затем в Нидерланды, однако в 1944 году была депортирована в Освенцим, где умерла, согласно официальному заключению, «от сердечной недостаточности» (стандартная формулировка для погибавших в этом лагере). В браке было трое детей: гинеколог Карл (1892—1978), Феликс (1891—1953), политик Бенедикт (1894—1960), который провёл 7 лет в нацистских концлагерях.

## Сочинения
- Экономическое учение Карла Маркса Архивная копия от 5 февраля 2009 на Wayback Machine 1886
- Размышляя о марксизме 1886
- К критике теории и практики марксизма («Антибернштейн») Архивная копия от 12 ноября 2008 на Wayback Machine 1899 (djvu)
- Очерки политической экономии. — СПб.: Вестник знания, 1905
- Этика и материалистическое понимание истории Архивная копия от 28 апреля 2009 на Wayback Machine 1906
- Происхождение христианства Архивная копия от 1 июля 2007 на Wayback Machine 1908
- Путь к власти Архивная копия от 27 января 2012 на Wayback Machine1909
- Диктатура пролетариата Архивная копия от 7 ноября 2013 на Wayback Machine 1918.
- От демократии к государственному рабству Архивная копия от 27 сентября 2011 на Wayback Machine 1921
- Терроризм и коммунизм Архивная копия от 4 марта 2012 на Wayback Machine
- Аграрный вопрос
- На другой день после революции
- Теория кризисов 1923
- Очерки и этюды по политической экономии 1924

### Переводы на русский
На русский язык Каутского переводили уже с конца 1880-х годов, но цензурные условия ограничивали появление этих переводов. Начиная с 1904 г. книги и брошюры Каутского появляются на русском языке в весьма большом числе, многие в нескольких переводах.
- Так, появилось в трёх изданиях «Экономическое учение К. Маркса в общедоступном изложении» (пер. под редакцией проф. В. Железнова, Киев, 1905; в издании «Молота», СПб., 1905; в издании «Буревестника», Одесса, 1905; последние два перевода вышли уже двумя изданиями).
- Эрфуртская программа Каутского появилась в переводе под заглавием «Пролетариат и общественный строй, комментарий к положениям, принятым на Эрфуртском съезде в 1891 г.» (изд. «Буревестника», Одесса, 1905).
- Работа «Классовые противоречия в 1789 г.» появилась в переводах И. С. Биска, под ред. В. Водовозова (2-е изд., Ростов-на-Дону, 1905), и Львовича (2-е изд., СПб., 1905). Ряд мелких статей Каутского собран в сборниках «Очерки и этюды» (пер. Львовича, изд. 2-е, СПб., 1901) и «Сборник статей» (изд. Львовича, СПб., 1905).
- Под редакцией и с предисловием Ленина в 1906—1907 годах «Движущие силы и перспективы русской революции»

Из других работ Каутского появились на русском языке:
- «Аграрный вопрос» (Харьков, 1899 и др. изд.)
- «Предшественники научного социализма»(1885)
- «Возникновение брака и семьи» (СПб., 1895)
- «Колониальная политика в прошлом и настоящем» (изд. «Знания», СПб., 1900)
- «Возникновение брака и семьи» (пер. Львовича, СПб., 1903)
- «Торговые договоры и торговая политика» (пер. Ф. Шипулинского и А. Фина, ред. А. Залшупина, СПб., 1904)
- «Томас Мор» (СПб., 1905)
- «Из истории общественных течений» (пер. Леонтьевых, СПб., 1905)
- «Автобиография» (Одесса, 1905)
- «Развитие форм государства» (пер. А. Берлина, изд. «Донской Речи», Ростов-на-Дону, 1905)
- «Развитие государственного строя на Западе» (пер. Львовича, СПб., 1905)
- «Представительное правление» (изд. «Молота», 1905)
- «Национальность нашего времени» (пер. Львовича, СПб., 1905)
- «Наш взгляд на патриотизм и войну» (пер. Неманова, СПб., 1905, изд. М. Малых)
- «Из истории культуры. Платоновский и древнехристианский коммунизм» (пер. Львовича, СПб., 1905)
- «Возникновение рабочего класса и образование ремесленных цехов» (пер. Г. Б—на, СПб., 1905)
- «Рабочее движение в средние века. Борьба подмастерьев с цеховыми мастерами» (пер. Г. Б—на, СПб., 1905)
- «Кризис Австрии (нация и язык)» (Киев, 1905)
- «Наемные рабочие в средние века и в эпоху реформации» (изд. Львовича, СПб., 1905)
- «Интеллигенция и пролетариат» (изд. «Демоса», Одесса, 1905)
- «Ирландия» (Ростов на Дону, изд. «Донской Речи», 1905)
- «Американский и русский рабочий» (1906)
- Бернштейн и социал-демократическая программа: антикритика. — Санкт-Петербург: Книгоиздательство Е. Д. Мягкова 'Колокол', 1906. Пер. М. Г. Лунца
- Ответ Бернштейну (Анти-Критика). — десса: Книгоиздательство 'Буревестник', 1905. Пер.  А. Г. Гойбарха.
- «Общественно-исторические очерки» (изд. М. Малых, СПб.)
- Движущие силы и перспективы русской революции. Санкт-Петербург: Типография Д. П. Вейсбрута, 1907.
- Античный мир, иудейство и христианство. — СПб., 1909
- Еврейство и раса. — Пг.: Книга, 1918. 189 с.
- Золото, деньги и дороговизна. — Пг.: Книга, 1918. 80 с.
- Наука, жизнь и этика. — Пг., 1918.
- Карл Каутский. Терроризм и коммунизм. — Берлин: Т-во И. П. Ладыжникова, 1919, 227 с.
  - Ответная книга: Троцкий Лев. Терроризм и коммунизм. Анти-Каутский. 1920.
    - Ответная книга: Карл Каутский. От демократии к государственному рабству: (Ответ Троцкому). — Берлин: Социалистический вестник, 1922. 166 с.
- «Классовые противоречия в эпоху французской революции». Харьков, 1923.
- «Как возникла мировая война: По документам германского министерства иностранных дел». М.:т Красная Новь, 1924. 231 с.
- Предшественники новейшего социализма ч. 1, 2. — М., 1924/1925
- Большевизм в тупике. — Берлин, 1930
- Материалистическое понимание истории т. 1, 2. — М.-Л., 1931
- Экономическое учение Карла Маркса. — М.: Госполитиздат, 1956. 232 с.
- Путь к власти; Славяне и революция. — М.: Госполитиздат, 1959. 150 с.
- Эрфуртская программа: (Коммент. к принципиальной части). — М.: Госполитиздат, 1959. 247 с.
- Происхождение христианства — М. Издательство политической литературы 1990. 463 с. (Б-ка атеист. лит.)
- Социальная революция. — Либроком, 2012. — 64 с.